# Naglo D.I
Die Naglo D.I war der Prototyp eines Vierdecker-Jagdflugzeugs, das von der Naglo-Werft, einem Zulieferbetrieb der Albatros Flugzeugwerke, gegen Ende des Ersten Weltkriegs gebaut wurde.

## Geschichte
Die D.I hatte vier Flügel, von denen drei die gleiche Spannweite hatten, und einen kleineren Flügel unterhalb des Rumpfes, der an einer nach unten gezogenen Verlängerung befestigt war. Der Antrieb erfolgte durch einen Mercedes D III und die Tragflächen waren durch nicht durchgehende N-Streben zwischen den einzelnen Ebenen miteinander verbunden. 
Der einzige Naglo-D.I-Prototyp (Seriennummer 1161/18) absolvierte seinen Erstflug irgendwann vor Mai 1918 und nahm Mitte 1918 in Adlershof am zweiten D-Flugzeug-Wettbewerb teil. Die D.I ging jedoch nicht in Produktion.